# Hans Truchsess von Höfingen

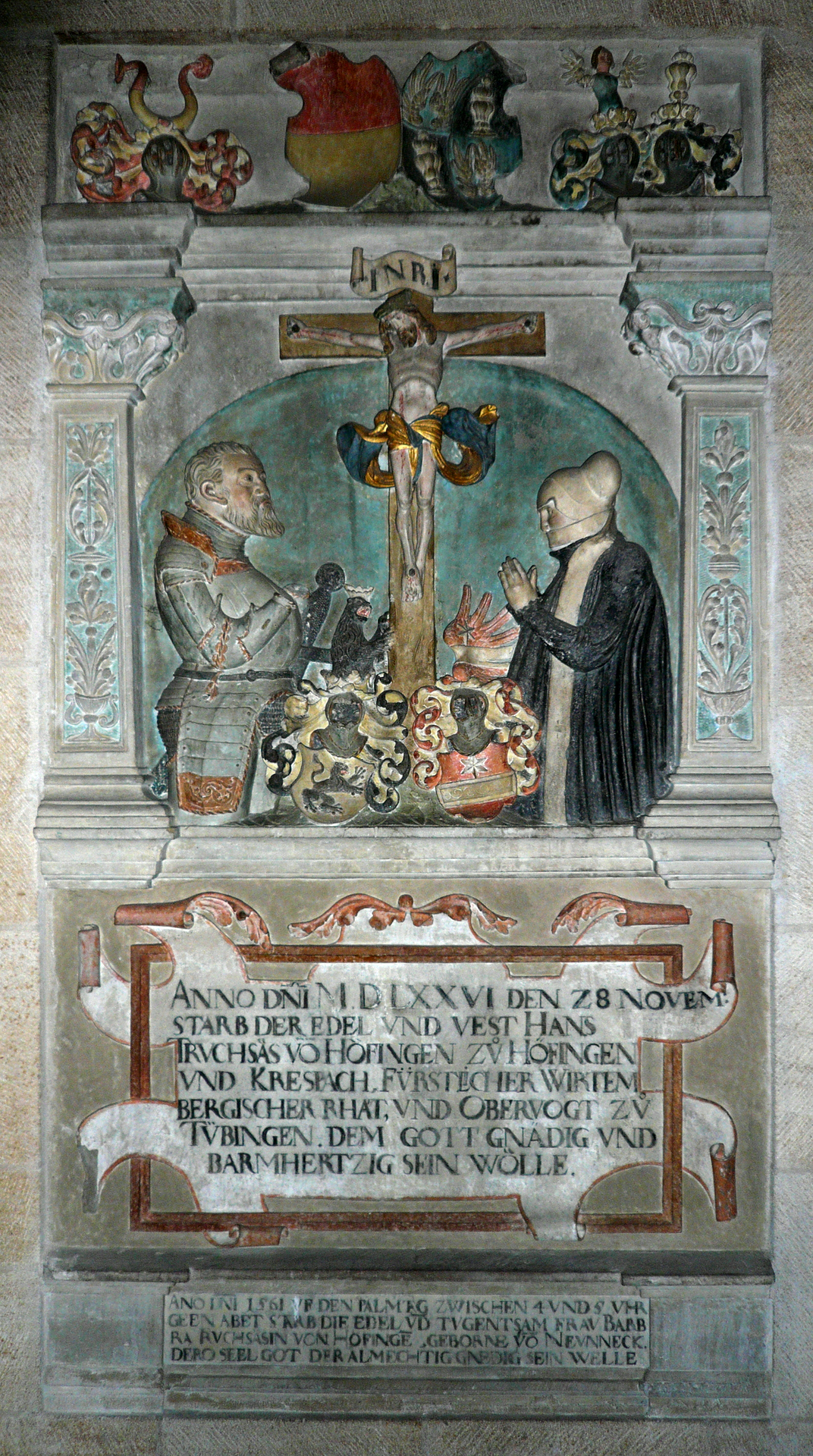
Epitaph in der Tübinger Stiftskirche

Hans Truchsess von Höfingen († 28. November 1576) war Württembergischer Rat und Obervogt von Tübingen.

## Leben
Hans von Höfingen war ein Angehöriger des Adelsgeschlechts der Truchseß von Höfingen. Höfingen, wo er auf dem Schloss residierte, ist heute ein Ortsteil von Leonberg. Er hatte das Amt eines Obervogts in Tübingen inne und war verheiratet mit Barbara, einer geborenen von Neuneck († 1561).

## Epitaph
Er starb 1576 und ist in der Tübinger Stiftskirche begraben, dort befindet sich auch sein Epitaph. Es zeigt zentral Hans und seine Frau Barbara mit ihren Familienwappen kniend vor dem Kreuz. Über diesem Motiv sind mit zwei weiteren Wappen weitere Ahnen dokumentiert. Die Inschrift lautet:
ANNO DNI M.LXXVI DEN 28 NOVEM: STARB DER EDEL UND VEST HANS TRUCHSÄS VO(N) HÖFINGEN ZU HÖFINGEN UND KRESPACH, FÜRSTLICHER WIRTEMBERGISCHER, RHAT, UND OBERVOGT ZU TÜBINGEN. DEM GOTT GNÄDIG UND BARMHERTZIG SEIN WÖLLE.
Der Zusatz für die Ehefrau lautet:
ANO DNI 1561 UF DEN PALMTAG ZWISCHEN 4 UND 5 UHR GEEN ABET STARB DIE EDEL U(N)D TUGENTSAM FRAU BARBRA TRUCHSÄSIN VON HÖFINGE(N), GEBORNE VON NEUNNECK. DERO SEEL GOT DER ALMECHTIG GNEDIG SEIN WELLE